# عزلة بني حاتم (الحديدة)
عزلة بني حاتم هي إحدى عزل مديرية جبل راس في محافظة الحديدة اليمنية وتضم ثلاث قرى وهي قرية القاعدة وقرية الضهرة وقرية المغارب ويوجد فيها اعلى جبل في مديرية جبل راس وهو جبل القفل وتضم اكثر من قبيلة من ضمنها قبايل الحاتمي والسويدي والوهابي والبكيلي والزبروقي والحازمي والدكيمي والرزيقي ويبلغ تعداد سكانها 2321 نسمة حسب التعداد السكاني في اليمن لعام 2004.